# Đồng Giang
Đồng Giang (chữ Hán giản thể: 同江市, âm Hán Việt: Đồng Giang thị) là một thành phố cấp huyện thuộc địa cấp thị Giai Mộc Tư, tỉnh Hắc Long Giang, Cộng hòa Nhân dân Trung Hoa. Thành phố Đồng Giang nằm ở đông bắc của Hắc Long Giang, nằm bên hữu ngạn của Tùng Hoa Giang và sông Hắc Long, thành phố này có diện tích 6164 km², dân số 160.000 người. Mã số bưu chính của thành phố Đồng Giang là 156400. Chính quyền nhân dân thành phố đóng tại trấn Đồng Giang. Thành phố này trước đây là một huyện nghèo cấp quốc gia của Trung Quốc. Về mặt hành chính, thành phố Đồng Giang được chia thành 4 trấn, 4 hương và 2 hương dân tộc.
- Trấn: Đồng Giang, Lạc Nghiệp, Tam Thôn, Lâm Giang.
- Hương: Hướng Dương, Thanh Hà, Kim Xuyên, Ngân Xuyên.
- Hương dân tộc Hách Triết Nhai Tân Khẩu, hương dân tộc Hách Triết Bát Xóa.